# Leicester City Women Football Club 2023-2024
Questa voce raccoglie le informazioni riguardanti il Leicester City Women Football Club nelle competizioni ufficiali della stagione 2023-2024.

## Stagione
La stagione 2023-24 è stata la terza consecutiva del Leicester City nella Women's Super League, massima serie del campionato inglese. L'8 marzo 2024, alla vigilia della partita valida per i quarti di finale di Women's FA Cup, l'allenatore scozzese Willie Kirk, che era alla guida della squadra da poco più di un anno, è stato sospeso dopo che era stata avviata un'indagine interna per una presunta relazione con una calciatrice. Il 28 marzo successivo Kirk è stato licenziato per aver violato il codice di condotta del club. La guida tecnica della squadra è stata affidata a Jennifer Foster, già vice di Kirk.
Il campionato di Women's Super League è stato concluso al decimo posto con 18 punti conquistati in 22 giornate, frutto di 4 vittorie, 6 pareggi e 12 sconfitte, riuscendo a conquistare la salvezza per il terzo anno di fila. In Women's FA Cup la squadra, che era partita dal quarto turno, è arrivata fino in semifinale, dove è stata sconfitta dal Tottenham dopo i tempi supplementari, nonostante l'iniziale vantaggio. In Women's FA League Cup la squadra non ha superato la fase a gruppi, avendo concluso in terza posizione il gruppo B.

## Maglie e sponsor
Le tenute di gioco solo le stesse adottate dal Leicester City maschile.
| Casa | Trasferta | Terza divisa |

## Rosa
Rosa come da sito ufficiale.
| N. |                          | Ruolo | Calciatrice              |
| -- | ------------------------ | ----- | ------------------------ |
| 1  | Germania (bandiera)      | P     | Janina Leitzig           |
| 2  | Australia (bandiera)     | D     | Courtney Nevin           |
| 3  | Inghilterra (bandiera)   | C     | Sam Tierney              |
| 4  | Nuova Zelanda (bandiera) | D     | CJ Bott                  |
| 5  | Scozia (bandiera)        | D     | Sophie Howard            |
| 6  | Inghilterra (bandiera)   | C     | Aimee Palmer             |
| 7  | Canada (bandiera)        | A     | Deanne Rose              |
| 8  | Finlandia (bandiera)     | A     | Jutta Rantala            |
| 9  | Germania (bandiera)      | A     | Lena Petermann           |
| 10 | Inghilterra (bandiera)   | C     | Aileen Whelan (capitano) |
| 11 | Belgio (bandiera)        | C     | Janice Cayman            |
| 12 | Inghilterra (bandiera)   | D     | Asmita Ale               |
| 13 | Inghilterra (bandiera)   | C     | Monique Robinson         |
| 14 | Galles (bandiera)        | C     | Josie Green              |

| N. |                        | Ruolo | Calciatrice      |
| -- | ---------------------- | ----- | ---------------- |
| 15 | Giappone (bandiera)    | C     | Saori Takarada   |
| 17 | Francia (bandiera)     | D     | Julie Thibaud    |
| 18 | Svezia (bandiera)      | C     | Emilia Pelgander |
| 19 | Australia (bandiera)   | A     | Remy Siemsen     |
| 20 | Inghilterra (bandiera) | A     | Missy Goodwin    |
| 21 | Inghilterra (bandiera) | A     | Hannah Cain      |
| 23 | Paesi Bassi (bandiera) | P     | Lize Kop         |
| 27 | Inghilterra (bandiera) | C     | Shannon O'Brien  |
| 29 | Giappone (bandiera)    | A     | Yūka Momiki      |
| 32 | Inghilterra (bandiera) | C     | Ava Baker        |
| 38 | Inghilterra (bandiera) | P     | Holly Mears      |
| 41 | Inghilterra (bandiera) | D     | Jess Reavill     |
| 47 | Inghilterra (bandiera) | D     | Simone Sherwood  |
| 49 | Inghilterra (bandiera) | A     | Denny Draper     |

## Calciomercato

### Sessione estiva
| Acquisti | Acquisti        | Acquisti          | Acquisti             |
| R.       | Nome            | da                | Modalità             |
| -------- | --------------- | ----------------- | -------------------- |
| P        | Lize Kop        | Ajax              | [ 11 ]               |
| P        | Janina Leitzig  | Bayern Monaco     | [ 12 ]               |
| D        | Courtney Nevin  | Hammarby          | [ 13 ]               |
| D        | Julie Thibaud   | Bordeaux          | [ 14 ]               |
| C        | Sophie Barker   | Sheffield Utd     | fine prestito        |
| C        | Janice Cayman   | Olympique Lione   | [ 15 ]               |
| C        | Charlie Devlin  | Birmingham City   | fine prestito        |
| C        | Aimee Palmer    | Bristol City      | [ 16 ]               |
| C        | Connie Scofield | Coventry Utd      | fine prestito        |
| A        | Natasha Flint   | Celtic            | fine prestito        |
| A        | Ellen Jones     | Coventry Utd      | fine prestito        |
| A        | Lena Petermann  | Montpellier       | [ 17 ]               |
| A        | Jutta Rantala   | Vittsjö GIK       | [ 18 ]               |
| A        | Deanne Rose     | Reading           | [ 19 ]               |
| A        | Mackenzie Smith | Nottingham Forest | doppia registrazione |

| Cessioni | Cessioni              | Cessioni              | Cessioni      |
| R.       | Nome                  | a                     | Modalità      |
| -------- | --------------------- | --------------------- | ------------- |
| P        | Demi Lambourne        | Crystal Palace        | prestito      |
| P        | Janina Leitzig        | Bayern Monaco         | fine prestito |
| P        | Kirstie Levell        | Burnley               | [ 21 ]        |
| P        | Sophia Poor           | Aston Villa           |               |
| D        | Georgia Eaton-Collins | HB Køge               | [ 21 ]        |
| D        | Abbie McManus         |                       | ritirata      |
| D        | Courtney Nevin        | Hammarby              | fine prestito |
| D        | Ashleigh Plumptre     | Al-Ittihād            | [ 23 ]        |
| D        | Jemma Purfield        | Southampton           | [ 21 ]        |
| D        | Erin Simon            |                       | ritirata      |
| C        | Sophie Barker         | Sheffield Utd         | [ 21 ]        |
| C        | Charlie Devlin        | Birmingham City       | [ 21 ]        |
| C        | Carrie Jones          | Manchester United     | fine prestito |
| C        | Ruby Mace             | Manchester City       | fine prestito |
| C        | Molly Pike            | Southampton           | [ 21 ]        |
| C        | Connie Scofield       | London City Lionesses | [ 21 ]        |
| A        | Natasha Flint         | Liverpool             | [ 21 ]        |
| A        | Ellen Jones           | Sunderland            | [ 21 ]        |
| A        | Lachante Paul         | Burnley               | [ 21 ]        |
| A        | Jessica Sigsworth     | Sheffield Utd         | [ 21 ]        |
| A        | Mackenzie Smith       | NC State Wolfpack     | [ 25 ]        |

### Sessione invernale
| Acquisti | Acquisti         | Acquisti   | Acquisti |
| R.       | Nome             | da         | Modalità |
| -------- | ---------------- | ---------- | -------- |
| D        | Asmita Ale       | Tottenham  | prestito |
| C        | Emilia Pelgander | KIF Örebro | [ 27 ]   |
| C        | Saori Takarada   | Linköping  | [ 28 ]   |
| A        | Yūka Momiki      | Linköping  | [ 29 ]   |

| Cessioni | Cessioni         | Cessioni          | Cessioni             |
| R.       | Nome             | a                 | Modalità             |
| -------- | ---------------- | ----------------- | -------------------- |
| P        | Holly Mears      | Nottingham Forest | doppia registrazione |
| D        | Jess Reavill     | West Bromwich     | doppia registrazione |
| C        | Monique Robinson | Burnley           | prestito             |

## Risultati

### Women's Super League

#### Girone di andata
| Arbitro: | Simms |

|                               |           |                                                    |
| Jones 33’ Thestrup 85’ (rig.) | Marcatori | 45+2’ Palmer 49’ O'Brien 52’ Petermann 83’ Rantala |

| Arbitro: | Fullicks |

|               |           |  |
| Petermann 69’ | Marcatori |  |

| Arbitro: | Soneye |

|                |           |            |
| Le Tissier 67’ | Marcatori | 60’ Whelan |

| Arbitro: | Hallam |

|  |           |           |
|  | Marcatori | 10’ Kelly |

| Arbitro: | Cross |

|                         |           |             |
| Lawley 48’ Höbinger 84’ | Marcatori | 57’ Goodwin |

| Arbitro: | Fullicks |

|                        |           |                                                                          |
| Tierney 36’ Cayman 38’ | Marcatori | 49’ Lacasse 52’ Russo 58’ Foord 61’ Pelova 75’ Blackstenius 90+8’ Hurtig |

| Arbitro: | Madley |

|            |           |                    |
| Cayman 18’ | Marcatori | 56’ Bizet Ildhusøy |

| Arbitro: | Wilson |

|                                                         |           |                         |
| James 2’ (58) Nevin 5’ (aut.) Kerr 40’ Beever-Jones 88’ | Marcatori | 26’ Rantala 44’ Tierney |

| Arbitro: | Burgin |

|                  |           |                           |
| Terland 82’, 88’ | Marcatori | 45’ Petermann 46’ Rantala |

| Arbitro: | Simms |

|               |           |               |
| Petermann 68’ | Marcatori | 90+8’ Hayashi |

| Arbitro: | Simms |

|  |           |          |
|  | Marcatori | 16’ Daly |

#### Girone di ritorno
| Arbitro: | Foster |

|  |           |            |
|  | Marcatori | 53’ Cayman |

| Arbitro: | Benn |

|                    |           |  |
| Hemp 82’ Kelly 85’ | Marcatori |  |

| Arbitro: | Pearson |

|                                                             |           |                         |
| Momiki 33’ Takarada 45+1’ Cayman 54’ Rantala 76’ Draper 89’ | Marcatori | 20’ Morgan 49’ Thestrup |

| Arbitro: | Cross |

|  |           |                                                       |
|  | Marcatori | 38’ Björn 44’ Ramírez 64’ Rytting Kaneryd 78’ Macario |

| Arbitro: | Soneye |

|            |           |  |
| Vinberg 2’ | Marcatori |  |

| Arbitro: | Foster |

|                           |           |                                    |
| Rantala 54’ Petermann 84’ | Marcatori | 85’ Terland 62’ Haley 68’ Robinson |

| Arbitro: | Simms |

|                   |           |                        |
| Leon 26’ Daly 75’ | Marcatori | 28’ Momiki 56’ Tierney |

| Arbitro: | Soneye |

|                         |           |  |
| Mead 28’, 78’ Russo 75’ | Marcatori |  |

| Arbitro: | Wilson |

|  |           |           |
|  | Marcatori | 83’ Toone |

| Arbitro: | Byrne |

|          |           |            |
| Ueki 13’ | Marcatori | 36’ Howard |

| Arbitro: | Hatzidakis |

|  |           |                                 |
|  | Marcatori | 7’ Haug 66’, 83’, 90+4’ Kiernan |

### Women's FA Cup
| Arbitro: | Cross |

|  |           |                                                       |
|  | Marcatori | 27’ Petermann 57’ Cayman 69’ Rose 75’ (aut.) Steggles |

| Arbitro: | Wilson |

|                                                              |           |                             |
| Cayman 19’ O'Brien 23’, 42’ Takarada 59’ Rose 66’ Whelan 82’ | Marcatori | 2’ (aut.) Goodwin 41’ Smith |

| Arbitro: | Burgin |

|  |           |                  |
|  | Marcatori | 15’, 63’ Rantala |

| Arbitro: | Heaslip |

|                     |           |             |
| Naz 83’ Thomas 118’ | Marcatori | 12’ Rantala |

### Women's FA League Cup
| Arbitro: | Benn |

|                     |           |             |
| Palmer 34’ Cain 50’ | Marcatori | 45+3’ Flint |

| Arbitro: | Bell |

|                                                      |                      |                                             |
| Castellanos 49’ Coombs 70’                           | Marcatori            | 41’ Cayman 44’ Howard                       |
| Greenwood Fowler Castellanos Hasegawa Roord Houghton | Tiri di rigore 3 – 4 | Rantala Petermann Whelan Cayman Cain Howard |

| Arbitro: | Cross |

|                                         |           |            |
| García 2’ Naalsund 20’ Zelem 65’ (rig.) | Marcatori | 26’ Whelan |

| Arbitro: | Wilson |

|                                                                 |           |                |
| Tierney 18’ Rose 20’ O'Brien 28’ (rig.) Goodwin 48’ Rantala 82’ | Marcatori | 90+6’ Bennison |

## Statistiche

### Statistiche di squadra
| Competizione          | Punti | In casa | In casa | In casa | In casa | In casa | In casa | In trasferta | In trasferta | In trasferta | In trasferta | In trasferta | In trasferta | Totale | Totale | Totale | Totale | Totale | Totale | DR  |
| Competizione          | Punti | G       | V       | N       | P       | Gf      | Gs      | G            | V            | N            | P            | Gf           | Gs           | G      | V      | N      | P      | Gf     | Gs     | DR  |
| --------------------- | ----- | ------- | ------- | ------- | ------- | ------- | ------- | ------------ | ------------ | ------------ | ------------ | ------------ | ------------ | ------ | ------ | ------ | ------ | ------ | ------ | --- |
| Women's Super League  | 18    | 11      | 2       | 2       | 7       | 12      | 24      | 11           | 2            | 4            | 5            | 14           | 21           | 22     | 4      | 6      | 12     | 26     | 45     | -19 |
| Women's FA Cup        | -     | 1       | 1       | 0       | 0       | 6       | 2       | 3            | 2            | 0            | 1            | 7            | 2            | 4      | 3      | 0      | 1      | 13     | 4      | +9  |
| Women's FA League Cup | -     | 2       | 2       | 0       | 0       | 7       | 2       | 2            | 0            | 1            | 1            | 3            | 5            | 4      | 2      | 1      | 1      | 10     | 7      | +3  |
| Totale                | -     | 14      | 5       | 2       | 7       | 25      | 28      | 16           | 4            | 5            | 7            | 24           | 28           | 30     | 9      | 7      | 14     | 49     | 56     | -7  |

### Andamento in campionato
| Giornata  | 1 | 2 | 3 | 4 | 5 | 6 | 7 | 8 | 9 | 10 | 11 | 12 | 13 | 14 | 15 | 16 | 17 | 18 | 19 | 20 | 21 | 22 |
| --------- | - | - | - | - | - | - | - | - | - | -- | -- | -- | -- | -- | -- | -- | -- | -- | -- | -- | -- | -- |
| Luogo     | T | C | T | C | T | C | C | T | T | C  | C  | T  | T  | C  | C  | T  | C  | T  | T  | C  | T  | C  |
| Risultato | V | V | N | P | P | P | N | P | N | N  | P  | V  | P  | V  | P  | P  | P  | N  | P  | P  | N  | P  |
| Posizione | 1 | 1 | 2 | 5 | 7 | 7 | 7 | 7 | 8 | 8  | 10 | 7  | 7  | 7  | 7  | 8  | 9  | 9  | 10 | 10 | 10 | 10 |

Legenda:

Luogo: C = Casa; T = Trasferta. Risultato: V = Vittoria; N = Pareggio; P = Sconfitta.

### Statistiche delle giocatrici
| Giocatore    | Women's Super League | Women's Super League | Women's Super League | Women's Super League | Women's FA Cup | Women's FA Cup | Women's FA Cup | Women's FA Cup | Women's FA League Cup | Women's FA League Cup | Women's FA League Cup | Women's FA League Cup | Totale   | Totale | Totale      | Totale     |
| Giocatore    | Presenze             | Reti                 | Ammonizioni          | Espulsioni           | Presenze       | Reti           | Ammonizioni    | Espulsioni     | Presenze              | Reti                  | Ammonizioni           | Espulsioni            | Presenze | Reti   | Ammonizioni | Espulsioni |
| ------------ | -------------------- | -------------------- | -------------------- | -------------------- | -------------- | -------------- | -------------- | -------------- | --------------------- | --------------------- | --------------------- | --------------------- | -------- | ------ | ----------- | ---------- |
| A. Ale       | 6                    | 0                    | 1                    | 0                    | 2              | 0              | 0              | 0              | -                     | -                     | -                     | -                     | 8        | 0      | 1           | 0          |
| A. Baker     | 8                    | 0                    | 0                    | 0                    | 1              | 0              | 0              | 0              | 2                     | 0                     | 0                     | 0                     | 11       | 0      | 0           | 0          |
| CJ Bott      | 20                   | 0                    | 2                    | 0                    | 3              | 0              | 2              | 0              | 3                     | 0                     | 0                     | 0                     | 26       | 0      | 4           | 0          |
| H. Cain      | 8                    | 0                    | 2                    | 0                    | -              | -              | -              | -              | 2                     | 1                     | 0                     | 0                     | 10       | 1      | 2           | 0          |
| J. Cayman    | 21                   | 4                    | 2                    | 0                    | 4              | 2              | 0              | 0              | 4                     | 1                     | 1                     | 0                     | 29       | 7      | 3           | 0          |
| D. Draper    | 4                    | 1                    | 0                    | 0                    | -              | -              | -              | -              | 0                     | 0                     | 0                     | 0                     | 4        | 1      | 0           | 0          |
| M. Goodwin   | 17                   | 1                    | 0                    | 0                    | 2              | 0              | 0              | 0              | 4                     | 1                     | 0                     | 0                     | 23       | 2      | 0           | 0          |
| J. Green     | 16                   | 0                    | 5                    | 0                    | 4              | 0              | 1              | 0              | 4                     | 0                     | 1                     | 0                     | 24       | 0      | 7           | 0          |
| S. Howard    | 22                   | 1                    | 2                    | 0                    | 4              | 0              | 0              | 0              | 3                     | 1                     | 0                     | 0                     | 29       | 2      | 2           | 0          |
| L. Kop       | 8                    | -17                  | 0                    | 0                    | 3              | -4             | 0              | 0              | 2                     | -3                    | 0                     | 0                     | 13       | -24    | 0           | 0          |
| J. Leitzig   | 14                   | -28                  | 0                    | 0                    | 1              | -2             | 0              | 0              | 3                     | -4                    | 0                     | 0                     | 18       | -34    | 0           | 0          |
| H. Mears     | 0                    | 0                    | 0                    | 0                    | -              | -              | -              | -              | 0                     | 0                     | 0                     | 0                     | 0        | 0      | 0           | 0          |
| Y. Momiki    | 12                   | 2                    | 1                    | 0                    | 4              | 0              | 1              | 0              | 1                     | 0                     | 0                     | 0                     | 17       | 2      | 2           | 0          |
| C. Nevin     | 16                   | 0                    | 3                    | 0                    | 2              | 0              | 0              | 0              | 4                     | 0                     | 0                     | 0                     | 22       | 0      | 3           | 0          |
| S. O'Brien   | 9                    | 0                    | 3                    | 0                    | 3              | 2              | 0              | 0              | 2                     | 1                     | 1                     | 0                     | 14       | 3      | 4           | 0          |
| A. Palmer    | 7                    | 1                    | 1                    | 0                    | 2              | 0              | 0              | 0              | 2                     | 1                     | 2                     | 0                     | 11       | 2      | 3           | 0          |
| E. Pelgander | 8                    | 0                    | 2                    | 0                    | 3              | 0              | 0              | 0              | -                     | -                     | -                     | -                     | 11       | 0      | 2           | 0          |
| L. Petermann | 20                   | 5                    | 2                    | 0                    | 3              | 1              | 0              | 0              | 3                     | 0                     | 1                     | 0                     | 26       | 6      | 3           | 0          |
| J. Rantala   | 22                   | 6                    | 1                    | 0                    | 4              | 3              | 0              | 0              | 4                     | 1                     | 0                     | 0                     | 30       | 10     | 1           | 0          |
| J. Reavill   | 0                    | 0                    | 0                    | 0                    | -              | -              | -              | -              | 0                     | 0                     | 0                     | 0                     | 0        | 0      | 0           | 0          |
| M. Robinson  | 0                    | 0                    | 0                    | 0                    | -              | -              | -              | -              | 0                     | 0                     | 0                     | 0                     | 0        | 0      | 0           | 0          |
| D. Rose      | 15                   | 0                    | 0                    | 0                    | 3              | 2              | 0              | 0              | 2                     | 1                     | 0                     | 0                     | 20       | 3      | 0           | 0          |
| S. Sherwood  | 0                    | 0                    | 0                    | 0                    | 0              | 0              | 0              | 0              | 1                     | 0                     | 0                     | 0                     | 1        | 0      | 0           | 0          |
| R. Siemsen   | 6                    | 0                    | 0                    | 0                    | 1              | 0              | 0              | 0              | 3                     | 0                     | 0                     | 0                     | 10       | 0      | 0           | 0          |
| S. Takarada  | 12                   | 1                    | 1                    | 0                    | 4              | 1              | 0              | 0              | 1                     | 0                     | 0                     | 0                     | 17       | 2      | 1           | 0          |
| J. Thibaud   | 20                   | 0                    | 3                    | 0                    | 3              | 0              | 0              | 0              | 3                     | 0                     | 0                     | 0                     | 26       | 0      | 3           | 0          |
| S. Tierney   | 22                   | 3                    | 2                    | 0                    | 4              | 0              | 0              | 0              | 4                     | 1                     | 1                     | 0                     | 30       | 4      | 3           | 0          |
| A. Whelan    | 19                   | 1                    | 1                    | 0                    | 3              | 1              | 0              | 0              | 4                     | 1                     | 0                     | 0                     | 26       | 3      | 1           | 0          |